# Superliga Tenis 2023
Die Lotto Superliga Tenis 2023 war die zweite Saison der in diesem Format für Damen und Herren gemeinsam ausgetragenen polnischen Mannschaftsmeisterschaft im Tennis.
Es traten zunächst acht Mannschaften vom 6./7. Mai bis zum 12./13. August im Ligasystem in einer einfachen Runde gegeneinander an. Die besten vier Teams ermittelten dann vom 8. bis 10. Dezember den Meister in einem Final-Four-Turnier, das in der Akademia Tenisowa Tenis Kozerki in Kozerki in der Gmina Grodzisk Mazowiecki stattfand.
Es gab auch eine zweite Spielklasse (1. Liga) mit in dieser Saison nur noch fünf Mannschaften. Der Letztplatzierte der Superliga musste absteigen, der Vorletzte sollte am 3. September ein Heim-Relegationsspiel gegen den Zweiten der 1. Liga bestreiten, der aber nicht antrat.
Die Mannschaftskader mussten bis zum 28. Februar zusammengestellt werden; zwei weitere Transferfenster gab es vom 1. bis zum 15. Mai und vom 10. bis zum 15. November. In jeder Begegnung musste jede Mannschaft mindestens eine polnische Spielerin oder einen polnischen Spieler einsetzen.
Patryk Jarosław Gajda löste am 1. September 2023 als Präsident der Superliga-Aktiengesellschaft Danuta Dmowska-Andrzejuk ab.

## Überblick
| WKS Grunwald Poznań |

| Osavi Tennis Team Kalisz |

| KT Kubala Ustroń |

| AZS Tenis Poznań |

| CKT Grodzisk Mazowiecki |

| BKT Advantage Bielsko-Biała |

| KS Górnik Bytom |

| WKT Mera Warschau |

Abschlusstabelle der Hauptrunde
| Rang | Mannschaft                      | Begegnungen | Punkte | Matches |
| ---- | ------------------------------- | ----------- | ------ | ------- |
| 1    | BKT Advantage Bielsko-Biała (M) | 7           | 21     | 37:5    |
| 2    | KT Kubala Ustroń                | 7           | 14     | 25:19   |
| 3    | Osavi Tennis Team Kalisz        | 7           | 12     | 25:17   |
| 4    | CKT Grodzisk Mazowiecki         | 7           | 11     | 21:22   |
| 5    | KS Górnik Bytom                 | 7           | 10     | 23:22   |
| 6    | WKS Grunwald Poznań (N)         | 7           | 7      | 18:26   |
| 7    | WKT Mera Warschau               | 7           | 5      | 13:30   |
| 8    | AZS Tenis Poznań                | 7           | 2      | 12:33   |

Wegen Nichtantretens am letzten Spieltag wurden KS Górnik Bytom und AZS Tenis Poznań jeweils ein Punkt abgezogen, wobei das Nichtantreten von KS Górnik Bytom am grünen Tisch entschieden wurde.
Relegation
WKT Mera Warschau - ZTT Bazalt Złotoryja  w. o.
Final-Four-Turnier
Halbfinale:

BKT Advantage Bielsko-Biała - CKT Grodzisk Mazowiecki 4:1

Osavi Tennis Team Kalisz - KT Kubala Ustroń 4:3
Spiel um Platz 3:

CKT Grodzisk Mazowiecki - KT Kubala Ustroń 4:2
Endspiel:

BKT Advantage Bielsko-Biała - Osavi Tennis Team Kalisz 4:0

## Ergebnisse im Einzelnen

### 1. Spieltag (7. Mai)
| Dameneinzel                        | Dameneinzel                                 | Dameneinzel      |
| ---------------------------------- | ------------------------------------------- | ---------------- |
| Xenia Bandurowska                  | Aleksandra Zuchańska                        | 6:2, 7:5         |
| Ada Piestrzyńska                   | Laura Stypuła                               | 6:2, 6:3         |
| Herreneinzel                       |                                             |                  |
| Jasza Szajrych                     | Daniel Michalski                            | 6:3, 1:6, [10:8] |
| Karol Drzewiecki                   | Oskar Grzegorzewski                         | 6:2, 6:4         |
| Damendoppel                        |                                             |                  |
| Xenia Bandurowska Ada Piestrzyńska | Laura Stypuła Aleksandra Zuchańska          | 4:6, 4r:5        |
| Herrendoppel                       |                                             |                  |
| Karol Drzewiecki Jasza Szajrych    | Oskar Grzegorzewski Maksymilian Samojlowicz | 6:1, 6:4         |

| Dameneinzel                         | Dameneinzel                       | Dameneinzel |
| ----------------------------------- | --------------------------------- | ----------- |
| Julie Štruplová                     | Amelia Paszun                     | 6:2, 6:1    |
| Karolína Kubáňová                   | Wiktoria Rutkowska                | 6:0, 7:5    |
| Herreneinzel                        |                                   |             |
| Jiří Barnat                         | Przemysław Michocki               | 6:2, 6:1    |
| Piotr Gryńkowski                    | Dawid Taczała                     | 6:3, 6:0    |
| Damendoppel                         |                                   |             |
| Valeryia Darashuk Karolína Kubáňová | Amelia Paszun Wiktoria Rutkowska  | 6:4, 7:5    |
| Herrendoppel                        |                                   |             |
| Jiří Barnat Piotr Matuszewski       | Przemysław Michocki Dawid Taczała | 6:2, 6:2    |

| Dameneinzel                       | Dameneinzel                        | Dameneinzel      |
| --------------------------------- | ---------------------------------- | ---------------- |
| Vendula Valdmannová               | Viktória Hrunčáková                | 1:6, 64:7        |
| Marta Leśniak                     | Katarzyna Kawa                     | 65:7, 3:6        |
| Herreneinzel                      |                                    |                  |
| Lukáš Rosol                       | Jozef Kovalík                      | 2:6, 2:6         |
| Paweł Ciaś                        | Maciej Rajski                      | 6:3, 3:6, [10:6] |
| Damendoppel                       |                                    |                  |
| Marta Leśniak Vendula Valdmannová | Viktória Hrunčáková Katarzyna Kawa | 2:6, 3:6         |
| Herrendoppel                      |                                    |                  |
| Paweł Ciaś Lukáš Rosol            | Michał Dembek Jozef Kovalík        | 6:3, 6:2         |

| Dameneinzel                     | Dameneinzel                          | Dameneinzel      |
| ------------------------------- | ------------------------------------ | ---------------- |
| Zuzanna Bednarz                 | Zuzanna Witkowska                    | 6:0, 6:2         |
| Oliwia Bergler                  | Karolina Gołda                       | 6:2, 6:2         |
| Herreneinzel                    |                                      |                  |
| Szymon Kielan                   | Antoni Pankowski                     | 6:1, 6:1         |
| Martyn Pawelski                 | Hubert Plenkiewicz                   | 7:60, 6:3        |
| Damendoppel                     |                                      |                  |
| Zuzanna Bednarz Agata Będkowska | Emilia Durska Karolina Gołda         | 2:6, 7:5, [10:5] |
| Herrendoppel                    |                                      |                  |
| Szymon Kielan Martyn Pawelski   | Jakub Januchowski Hubert Plenkiewicz | 6:4, 6:2         |

### 2. Spieltag (14. Mai)
| Dameneinzel                        | Dameneinzel                        | Dameneinzel |
| ---------------------------------- | ---------------------------------- | ----------- |
| Amelia Paszun                      | Xenia Bandurowska                  | 2:6, 0:6    |
| Wiktoria Rutkowska                 | Ada Piestrzyńska                   | 6:3, 7:67   |
| Herreneinzel                       |                                    |             |
| Przemysław Michocki                | Jasza Szajrych                     | 5:7, 64:7   |
| Dawid Taczała                      | Andrzej Kapaś                      | 1:6, 0:6    |
| Damendoppel                        |                                    |             |
| Wiktoria Rutkowska Sylwia Zagórska | Xenia Bandurowska Ada Piestrzyńska | 7:64, 6:4   |
| Herrendoppel                       |                                    |             |
| Przemysław Michocki Dawid Taczała  | Andrzej Kapaś Jasza Szajrych       | 6:4, 6:4    |
| Mixed                              |                                    |             |
| Sylwia Zagórska Dawid Taczała      | Xenia Bandurowska Jasza Szajrych   | 5:7, 1:6    |

| Dameneinzel                    | Dameneinzel                       | Dameneinzel      |
| ------------------------------ | --------------------------------- | ---------------- |
| Darija Snihur                  | Valeryia Darashuk                 | 6:1, 6:3         |
| Kristína Kučová                | Vanesa Šulcová                    | 6:2, 6:2         |
| Herreneinzel                   |                                   |                  |
| Luca Vanni                     | Jiří Barnat                       | 6:4, 6:4         |
| Oskar Grzegorzewski            | Petr Michnev                      | 1:6, 7:5, [7:10] |
| Damendoppel                    |                                   |                  |
| Kristína Kučová Darija Snihur  | Valeryia Darashuk Martyna Zaremba | 7:61, 6:1        |
| Herrendoppel                   |                                   |                  |
| Oskar Grzegorzewski Luca Vanni | Jiří Barnat Piotr Gryńkowski      | 6:2, 6:2         |

| Dameneinzel                        | Dameneinzel                      | Dameneinzel       |
| ---------------------------------- | -------------------------------- | ----------------- |
| Darja Semeņistaja                  | Rebecca Šramková                 | 7:5, 3:6, [3:10]  |
| Dominika Šalková                   | Daniela Vismane                  | 2:6, 6:1, [10:7]  |
| Herreneinzel                       |                                  |                   |
| Vít Kopřiva                        | Lukáš Rosol                      | 6:3, 6:1          |
| Martyn Pawelski                    | Paweł Ciaś                       | 5:7, 7:65, [8:10] |
| Damendoppel                        |                                  |                   |
| Dominika Šalková Darja Semeņistaja | Rebecca Šramková Daniela Vismane | 6:2, 6:2          |
| Herrendoppel                       |                                  |                   |
| Vít Kopřiva Martyn Pawelski        | Paweł Ciaś Lukáš Rosol           | 5:7, 6:3, [3:10]  |
| Mixed                              |                                  |                   |
| Dominika Šalková Vít Kopřiva       | Daniela Vismane Paweł Ciaś       | 6:3, 6:2          |

|}
| Dameneinzel                      | Dameneinzel                     | Dameneinzel      |
| -------------------------------- | ------------------------------- | ---------------- |
| Zuzanna Frankowska               | Viktória Hrunčáková             | 2:6, 1:6         |
| Daria Górska                     | Katarzyna Kawa                  | 1:6, 3:6         |
| Herreneinzel                     |                                 |                  |
| Jakub Krawczyk                   | Jozef Kovalík                   | 1:6, 1:6         |
| Jakub Januchowski                | Michał Dembek                   | 3:6, 3:6         |
| Damendoppel                      |                                 |                  |
| Emilia Durska Zuzanna Frankowska | Magdalena Baniak Katarzyna Kawa | 5:7, 2:6         |
| Herrendoppel                     |                                 |                  |
| Szymon Janzen Hubert Plenkiewicz | Michał Dembek Jakub Jędrzejczak | 1:6, 6:4, [8:10] |

### 3. Spieltag (4. Juni)
| Dameneinzel                      | Dameneinzel                          | Dameneinzel      |
| -------------------------------- | ------------------------------------ | ---------------- |
| Katarzyna Kawa                   | Gina Feistel                         | 6:0, 3:6, [11:9] |
| Linda Klimovičová                | Martyna Jankowska                    | 6:0, 6:0         |
| Herreneinzel                     |                                      |                  |
| Jozef Kovalík                    | Jasza Szajrych                       | 6:1, 6:1         |
| Maciej Rajski                    | Aleksander Orlikowski                | 3:6, 2:6         |
| Damendoppel                      |                                      |                  |
| Katarzyna Kawa Linda Klimovičová | Gina Feistel Martyna Jankowska       | 6:2, 6:0         |
| Herrendoppel                     |                                      |                  |
| Michał Dembek Jozef Kovalík      | Aleksander Orlikowski Jasza Szajrych | 6:4, 3:6, [10:7] |

| Dameneinzel                         | Dameneinzel                      | Dameneinzel      |
| ----------------------------------- | -------------------------------- | ---------------- |
| Julie Štruplová                     | Walerija Strachowa               | 6:1, 6:4         |
| Karolína Kubáňová                   | Martyna Kubka                    | 6:3, 7:63        |
| Herreneinzel                        |                                  |                  |
| Jiří Barnat                         | Miljan Zekić                     | 6:2, 3:6, [10:6] |
| Piotr Matuszewski                   | Yann Wójcik                      | 7:5, 4:6, [10:4] |
| Damendoppel                         |                                  |                  |
| Valeryia Darashuk Karolína Kubáňová | Martyna Kubka Walerija Strachowa | 3:6, 4:6         |
| Herrendoppel                        |                                  |                  |
| Jiří Barnat Piotr Matuszewski       | Łukasz Kubot Miljan Zekić        | 4:6, 2:6         |

| Dameneinzel                         | Dameneinzel                          | Dameneinzel      |
| ----------------------------------- | ------------------------------------ | ---------------- |
| Daniela Vismane                     | Ania Hertel                          | 6:3, 6:2         |
| Vendula Valdmannová                 | Wiktoria Rutkowska                   | 7:5, 6:1         |
| Herreneinzel                        |                                      |                  |
| Lukáš Rosol                         | Przemysław Michocki                  | 6:4, 6:2         |
| Paweł Ciaś                          | Marcel Kamrowski                     | 6:1, 2:6, [7:10] |
| Damendoppel                         |                                      |                  |
| Vendula Valdmannová Daniela Vismane | Ania Hertel Wiktoria Rutkowska       | 2:6, 6:2, [11:9] |
| Herrendoppel                        |                                      |                  |
| Paweł Ciaś Lukáš Rosol              | Marcel Kamrowski Przemysław Michocki | 64:7, 64:7       |

| Dameneinzel                                 | Dameneinzel                         | Dameneinzel       |
| ------------------------------------------- | ----------------------------------- | ----------------- |
| Kristína Kučová                             | Gabriela Knutson                    | 6:2, 62:7, [10:8] |
| Laura Koralnik                              | Weronika Falkowska                  | 3:6, 67:7         |
| Herreneinzel                                |                                     |                   |
| Maksymilian Samojlowicz                     | Szymon Kielan                       | 0:6, 3:6          |
| Luca Vanni                                  | Marek Jaloviec                      | 2:6, 4:6          |
| Damendoppel                                 |                                     |                   |
| Kristína Kučová Aleksandra Zuchańska        | Weronika Falkowska Gabriela Knutson | 3:6, 0:6          |
| Herrendoppel                                |                                     |                   |
| Oskar Grzegorzewski Maksymilian Samojlowicz | Marek Jaloviec Szymon Kielan        | 2:6, 67:7         |

### 4. Spieltag (11. Juni)
| Dameneinzel                            | Dameneinzel                     | Dameneinzel       |
| -------------------------------------- | ------------------------------- | ----------------- |
| Gina Feistel                           | Walerija Strachowa              | 6:4, 4:6, [11:13] |
| Xenia Bandurowska                      | Daria Górska                    | 4:6, 2:6          |
| Herreneinzel                           |                                 |                   |
| Jasza Szajrych                         | Miljan Zekić                    | 6:4, 3:6, [8:10]  |
| Aleksander Orlikowski                  | Yann Wójcik                     | 6:1, 6:4          |
| Damendoppel                            |                                 |                   |
| Xenia Bandurowska Gina Feistel         | Daria Górska Walerija Strachowa | 2:6, 2:6          |
| Herrendoppel                           |                                 |                   |
| Karol Drzewiecki Aleksander Orlikowski | Yann Wójcik Miljan Zekić        | 6:2, 6:2          |

| Dameneinzel                    | Dameneinzel                      | Dameneinzel      |
| ------------------------------ | -------------------------------- | ---------------- |
| Katarzyna Kawa                 | Julie Štruplová                  | 6:1, 6:0         |
| Linda Klimovičová              | Karolína Kubáňová                | 6:0, 4:6, [9:11] |
| Herreneinzel                   |                                  |                  |
| Jozef Kovalík                  | Piotr Gryńkowski                 | 6:0, 6:3         |
| Filip Peliwo                   | Petr Michnev                     | 1:6, 6:3, [8:10] |
| Damendoppel                    |                                  |                  |
| Maja Chwalińska Katarzyna Kawa | Karolína Kubáňová Vanesa Šulcová | 6:0, 6:1         |
| Herrendoppel                   |                                  |                  |
| Jakub Jędrzejczak David Poljak | Piotr Gryńkowski Petr Michnev    | 7:64, 6:3        |

| Dameneinzel                       | Dameneinzel                   | Dameneinzel         |
| --------------------------------- | ----------------------------- | ------------------- |
| Urszula Radwańska                 | Daniela Vismane               | 6:4, 6:4            |
| Kristína Kučová                   | Marta Leśniak                 | 4:6, 7:5, [10:4]    |
| Herreneinzel                      |                               |                     |
| Roberto Marcora                   | Lukáš Rosol                   | 6:4, 3:6, [5:10]    |
| Luca Vanni                        | Matteo Viola                  | 7:62, 4:6, [10:12]  |
| Damendoppel                       |                               |                     |
| Kristína Kučová Urszula Radwańska | Marta Leśniak Daniela Vismane | 3:6, 2:6            |
| Herrendoppel                      |                               |                     |
| Roberto Marcora Luca Vanni        | Wojciech Marek Lukáš Rosol    | 7:64, 66:7, [15:17] |

| Dameneinzel                      | Dameneinzel                               | Dameneinzel       |
| -------------------------------- | ----------------------------------------- | ----------------- |
| Ania Hertel                      | Gabriela Knutson                          | 4:6, 3:6          |
| Rozalia Gruszczyńska             | Stefania Rogozińska-Dzik                  | 4:6, 4:6          |
| Herreneinzel                     |                                           |                   |
| Przemysław Michocki              | Martyn Pawelski                           | 6:3, 4:6, [12:14] |
| Marcel Kamrowski                 | Marek Jaloviec                            | 6:4, 6:3          |
| Damendoppel                      |                                           |                   |
| Ania Hertel Wiktoria Rutkowska   | Gabriela Knutson Stefania Rogozińska-Dzik | 7:61, 4:6, [10:4] |
| Herrendoppel                     |                                           |                   |
| Przemysław Michocki Maciej Smoła | Marek Jaloviec Martyn Pawelski            | 7:67, 7:66        |
| Mixed                            |                                           |                   |
| Ania Hertel Marcel Kamrowski     | Gabriela Knutson Martyn Pawelski          | 7:67, 2:6, [8:10] |

### 5. Spieltag (23. Juli)
| Dameneinzel                        | Dameneinzel                          | Dameneinzel      |
| ---------------------------------- | ------------------------------------ | ---------------- |
| Julie Štruplová                    | Gina Feistel                         | 3:6, 6:3, [10:7] |
| Ivana Šebestová                    | Ada Piestrzyńska                     | 6:0, 6:0         |
| Herreneinzel                       |                                      |                  |
| Witalij Satschko                   | Jasza Szajrych                       | 6:3, 6:1         |
| Michał Matuszewski                 | Aleksander Orlikowski                | 2:6, 2:6         |
| Damendoppel                        |                                      |                  |
| Karolína Kubáňová Ivana Šebestová  | Gina Feistel Ada Piestrzyńska        | 6:1, 7:5         |
| Herrendoppel                       |                                      |                  |
| Piotr Matuszewski Witalij Satschko | Aleksander Orlikowski Jasza Szajrych | 6:4, 6:2         |

| Dameneinzel                       | Dameneinzel                            | Dameneinzel       |
| --------------------------------- | -------------------------------------- | ----------------- |
| Daniela Vismane                   | Walerija Strachowa                     | 7:5, 6:0          |
| Natalia Siedliska                 | Daria Górska                           | 6:4, 6:3          |
| Herreneinzel                      |                                        |                   |
| Lukáš Rosol                       | Maks Kaśnikowski                       | 4:6, 6:4, [6:10]  |
| Paweł Ciaś                        | Miljan Zekić                           | 4:6, 1:6          |
| Damendoppel                       |                                        |                   |
| Natalia Siedliska Daniela Vismane | Walerija Strachowa Barbara Straszewska | 6:4, 3:6, [10:5]  |
| Herrendoppel                      |                                        |                   |
| Wojciech Marek Lukáš Rosol        | Maks Kaśnikowski Miljan Zekić          | 64:7, 7:5, [6:10] |
| Mixed                             |                                        |                   |
| Daniela Vismane Wojciech Marek    | Walerija Strachowa Maks Kaśnikowski    | 2:6, 7:63, [9:11] |

| Dameneinzel                      | Dameneinzel                     | Dameneinzel |
| -------------------------------- | ------------------------------- | ----------- |
| Oliwia Bergler                   | Tereza Smitková                 | 0:6, 1:6    |
| Magdalena Hędrzak                | Linda Klimovičová               | 0:6, 3:6    |
| Herreneinzel                     |                                 |             |
| Szymon Kielan                    | Maciej Rajski                   | 3:6, 0:6    |
| Nikodem Barcik                   | Michał Dembek                   | 0:6, 0:6    |
| Damendoppel                      |                                 |             |
| Oliwia Bergler Magdalena Hędrzak | Daria Kuczer Tereza Smitková    | 62:7, 0:6   |
| Herrendoppel                     |                                 |             |
| Nikodem Barcik Szymon Kielan     | Michał Dembek Jakub Jędrzejczak | 6:2, 7:64   |

| Dameneinzel                          | Dameneinzel                    | Dameneinzel       |
| ------------------------------------ | ------------------------------ | ----------------- |
| Ania Hertel                          | Kristína Kučová                | 6:3, 62:7, [6:10] |
| Rozalia Gruszczyńska                 | Laura Koralnik                 | 6:4, 7:5          |
| Herreneinzel                         |                                |                   |
| Przemysław Michocki                  | Daniel Michalski               | 3:6, 4:6          |
| Marcel Kamrowski                     | Roberto Marcora                | 2:6, 6:4, [10:7]  |
| Damendoppel                          |                                |                   |
| Rozalia Gruszczyńska Ania Hertel     | Laura Koralnik Kristína Kučová | 6:4, 1:6, [10:8]  |
| Herrendoppel                         |                                |                   |
| Marcel Kamrowski Przemysław Michocki | Daniel Michalski Piotr Pawlak  | 0:6, 6:4, [7:10]  |
| Mixed                                |                                |                   |
| Ania Hertel Marcel Kamrowski         | Kristína Kučová Piotr Pawlak   | 1:6, 2:6          |

### 6. Spieltag (5./6. August)
| Dameneinzel                          | Dameneinzel                        | Dameneinzel       |
| ------------------------------------ | ---------------------------------- | ----------------- |
| Gina Feistel                         | Darja Semeņistaja                  | 1:6, 2:6          |
| Ada Piestrzyńska                     | Gabriela Knutson                   | 1:6, 2:6          |
| Herreneinzel                         |                                    |                   |
| Jasza Szajrych                       | Marek Jaloviec                     | 7:5, 4:6, [10:6]  |
| Aleksander Orlikowski                | Nikodem Barcik                     | 6:3, 6:3          |
| Damendoppel                          |                                    |                   |
| Gina Feistel Ada Piestrzyńska        | Gabriela Knutson Darja Semeņistaja | 3:6, 3:6          |
| Herrendoppel                         |                                    |                   |
| Aleksander Orlikowski Jasza Szajrych | Marek Jaloviec Szymon Kielan       | 64:7, 6;1, [10:2] |
| Mixed                                |                                    |                   |
| Gina Feistel Jasza Szajrych          | Darja Semeņistaja Szymon Kielan    | 4:6, 7:68, [10:4] |

| Dameneinzel               | Dameneinzel                       | Dameneinzel       |
| ------------------------- | --------------------------------- | ----------------- |
| Daniela Vismane           | Ivana Šebestová                   | 6:3, 6:2          |
| Marta Leśniak             | Karolína Kubáňová                 | 6:1, 6:2          |
| Herreneinzel              |                                   |                   |
| Paweł Ciaś                | Jiří Barnat                       | 62:7, 6:1, [6:10] |
| Wojciech Marek            | Michał Matuszewski                | 6:2, 6:1          |
| Damendoppel               |                                   |                   |
| Sara Husar Marta Leśniak  | Karolína Kubáňová Ivana Šebestová | 6:3, 1:6, [3:10]  |
| Herrendoppel              |                                   |                   |
| Paweł Ciaś Wojciech Marek | Jiří Barnat Petr Hájek            | 6;1, 6:1          |

| Dameneinzel                | Dameneinzel                      | Dameneinzel       |
| -------------------------- | -------------------------------- | ----------------- |
| Martyna Kubka              | Ania Hertel                      | 6:4, 6:0          |
| Daria Górska               | Rozalia Gruszczyńska             | 6:3, 6:2          |
| Herreneinzel               |                                  |                   |
| Maks Kaśnikowski           | Marcel Kamrowski                 | 6:1, 66:7, [7:10] |
| Yann Wójcik                | Borys Zgoła                      | 62:7, 6:4, [10:2] |
| Damendoppel                |                                  |                   |
| Daria Górska Martyna Kubka | Rozalia Gruszczyńska Ania Hertel | 6:2, 7:5          |
| Herrendoppel               |                                  |                   |
| Yann Wójcik Kacper Żuk     | Marcel Kamrowski Borys Zgoła     | 3:6, 6:1, [10:4]  |

| Dameneinzel                          | Dameneinzel                         | Dameneinzel |
| ------------------------------------ | ----------------------------------- | ----------- |
| Aleksandra Zuchańska                 | Viktória Hrunčáková                 | 0:6, 0:6    |
| Laura Koralnik                       | Maja Chwalińska                     | 2:6, 2:6    |
| Herreneinzel                         |                                     |             |
| Piotr Pawlak                         | David Poljak                        | 4:6, 2:6    |
| Maksymilian Samojlowicz              | Jakub Jędrzejczak                   | 3:6, 1:6    |
| Damendoppel                          |                                     |             |
| Laura Koralnik Aleksandra Zuchańska  | Maja Chwalińska Viktória Hrunčáková | 1:6, 1:6    |
| Herrendoppel                         |                                     |             |
| Piotr Pawlak Maksymilian Samojlowicz | David Poljak Maciej Rajski          | 7:5, 1:6 r  |

### 7. Spieltag (12./13. August)
| Dameneinzel                          | Dameneinzel                   | Dameneinzel       |
| ------------------------------------ | ----------------------------- | ----------------- |
| Gina Feistel                         | Daniela Vismane               | 0:6, 6:3, [7:10]  |
| Ada Piestrzyńska                     | Marta Leśniak                 | 1:6, 2:6          |
| Herreneinzel                         |                               |                   |
| Jasza Szajrych                       | Lukáš Rosol                   | 6:4, 7:64         |
| Aleksander Orlikowski                | Paweł Ciaś                    | 4:6, 1:6          |
| Damendoppel                          |                               |                   |
| Gina Feistel Ada Piestrzyńska        | Marta Leśniak Daniela Vismane | 4:6, 7:61, [9:11] |
| Herrendoppel                         |                               |                   |
| Aleksander Orlikowski Jasza Szajrych | Paweł Ciaś Wojciech Marek     | 5:7, 4:6          |

| Dameneinzel                    | Dameneinzel                         | Dameneinzel |
| ------------------------------ | ----------------------------------- | ----------- |
| Oliwia Bergler                 | Karolína Kubáňová                   | 6:1, 6:2    |
| Maja Pawelska                  | Valeryia Darashuk                   | 4:6, 65:7   |
| Herreneinzel                   |                                     |             |
| Martyn Pawelski                | Jiří Barnat                         | w. o.       |
| Nikodem Barcik                 | Piotr Gryńkowski                    | 3:6, 4:6    |
| Damendoppel                    |                                     |             |
| Oliwia Bergler Maja Pawelska   | Valeryia Darashuk Karolína Kubáňová | 1:6, 5:7    |
| Herrendoppel                   |                                     |             |
| Nikodem Barcik Martyn Pawelski | Jiří Barnat Piotr Matuszewski       | w. o.       |

| Dameneinzel                | Dameneinzel                            | Dameneinzel        |
| -------------------------- | -------------------------------------- | ------------------ |
| Martyna Kubka              | Aleksandra Zuchańska                   | 6:2, 6:2           |
| Daria Górska               | Natalia Kowalczyk                      | 6:3, 6:2           |
| Herreneinzel               |                                        |                    |
| Kacper Żuk                 | Piotr Pawlak                           | 6:4 r              |
| Maks Kaśnikowski           | Maksymilian Samojlowicz                | 6:0, 6:0           |
| Damendoppel                |                                        |                    |
| Daria Górska Martyna Kubka | Natalia Kowalczyk Aleksandra Zuchańska | 7:5, 6:4           |
| Herrendoppel               |                                        |                    |
| Łukasz Kubot Kacper Żuk    | Piotr Pawlak Maksymilian Samojlowicz   | 7:61 , 4:6, [11:9] |

### Final-Four-Turnier (8.–10. Dezember)
| Dameneinzel                 | Dameneinzel                   | Dameneinzel      |
| --------------------------- | ----------------------------- | ---------------- |
| Petra Martić                | Marta Kostjuk                 | 6:7, 4:6         |
| Katarzyna Kawa              | Dalma Gálfi                   | 6:4, 6:1         |
| Herreneinzel                |                               |                  |
| Tomáš Macháč                | Maks Kaśnikowski              | 7:5, 3:6, [10:5] |
| Jiří Veselý                 | Kacper Żuk                    | 7:63, 6:1        |
| Damendoppel                 |                               |                  |
| Katarzyna Kawa Petra Martić | Marta Kostjuk Katarzyna Piter | 6:3, 7:5         |

| Dameneinzel                         | Dameneinzel                         | Dameneinzel      |
| ----------------------------------- | ----------------------------------- | ---------------- |
| Daniela Vismane                     | Julie Štruplová                     | 2:6, 1:6         |
| Marta Leśniak                       | Ivana Šebestová                     | 6:2, 6:0         |
| Herreneinzel                        |                                     |                  |
| Paweł Ciaś                          | Piotr Matuszewski                   | 4:6, 6:2, [7:10] |
| Lukáš Rosol                         | Piotr Gryńkowski                    | 6:1, 7:64        |
| Damendoppel                         |                                     |                  |
| Marta Leśniak Walerija Oljanowskaja | Karolína Kubáňová Julie Štruplová   | 3:6, 4:6         |
| Herrendoppel                        |                                     |                  |
| Wojciech Marek Lukáš Rosol          | Piotr Gryńkowski Michał Matuszewski | 6:0, 6:1         |
| Mixed                               |                                     |                  |
| Marta Leśniak Lukáš Rosol           | Julie Štruplová Piotr Matuszewski   | 3:6, 62:7        |

| Dameneinzel                 | Dameneinzel                           | Dameneinzel       |
| --------------------------- | ------------------------------------- | ----------------- |
| Martyna Kubka               | Daniela Vismane                       | 2:6, 6:2, [10:7]  |
| Dalma Gálfi                 | Walerija Oljanowskaja                 | 3:6, 7:5, [13:11] |
| Herreneinzel                |                                       |                   |
| Maks Kaśnikowski            | Paweł Ciaś                            | 6:3, 6:2          |
| Kacper Żuk                  | Lukáš Rosol                           | 3:6, 7:64, [6:10] |
| Damendoppel                 |                                       |                   |
| Marta Kostjuk Martyna Kubka | Walerija Oljanowskaja Daniela Vismane | 7:5, 6:2          |
| Herrendoppel                |                                       |                   |
| Łukasz Kubot Jan Zieliński  | Paweł Ciaś Wojciech Marek             | 4:6, 3:6          |

| Dameneinzel                  | Dameneinzel                         | Dameneinzel |
| ---------------------------- | ----------------------------------- | ----------- |
| Petra Martić                 | Julie Štruplová                     | 6:2, 6:4    |
| Katarzyna Kawa               | Ivana Šebestová                     | 6:1, 6:0    |
| Herreneinzel                 |                                     |             |
| Tomáš Macháč                 | Piotr Matuszewski                   | 6:2, 6:2    |
| Damendoppel                  |                                     |             |
| Maja Chwalińska Petra Martić | Valeryia Darashuk Karolína Kubáňová | 6:2, 6:3    |

## Erfolgreichste Spielerinnen oder Spieler
in der Hauptrunde
- Katarzyna Kawa (BKT Advantage Bielsko-Biała): 8 Siege bei 8 Einsätzen
- Daniela Vismane (KT Kubala Ustroń): 8 Siege bei 13 Einsätzen
- Jasza Szajrych (WKS Grunwald Poznań): 8 Siege bei 15 Einsätzen

beim Final-Four-Turnier
- Katarzyna Kawa (BKT Advantage Bielsko-Biała): 3 Siege bei 3 Einsätzen
- Petra Martić (BKT Advantage Bielsko-Biała): 3 Siege bei 4 Einsätzen
- Lukáš Rosol (KT Kubala Ustroń): 3 Siege bei 4 Einsätzen
- Julie Štruplová (Osavi Tennis Team Kalisz): 3 Siege bei 4 Einsätzen